# 3605 Davy
3605 Davy је астероид главног астероидног појаса са средњом удаљеношћу од Сунца која износи 2,251 астрономских јединица (АЈ).
Апсолутна магнитуда астероида је 13,0.